# ويليام هارفي موراي
ويليام هارفي موراي هو سياسي كندي، ولد في 2 سبتمبر 1916، وتوفي في 7 يوليو 1991 بفيكتوريا في كندا. حزبياً، نشط في British Columbia Social Credit Party ‏.